# 池野温美
池野 温美（いけの あつみ）は1966年（昭和41年）のミス・ユニバース日本代表である。

## 来歴・人物
大阪府八尾市出身。ファッションモデルだった17歳のときミス・ユニバースに応募し、書類審査を通過した。1966年（昭和41年）6月2日、東京都千代田区のホテルニューオータニで開かれた日本大会で代表に選出された。史上最年少の代表で「うれしいより恥ずかしいわ」と語った。翌月にアメリカ合衆国のマイアミビーチで開かれた世界大会に出場したが、入賞を果たすことは出来なかった。
1974年（昭和49年）2月にモデルを引退し、同年5月、ブティックを経営する男性と結婚した。